# 枚方市立桜丘小学校
枚方市立桜丘小学校（ひらかたしりつ さくらおかしょうがっこう）は、大阪府枚方市村野本町にある公立小学校。
地域の宅地化に伴い、1964年に開校した。その後1974年に枚方市立村野小学校を分離したが、同校が2000年に閉校したことに伴い、従来の同校校区の一部を2000年に編入している。

## 沿革
- 1964年4月1日 - 枚方市立桜丘小学校として、現在地に開校。

開校当初の校区は、枚方市星丘・村野・印田。
- 1964年6月13日 - 開校記念式典を実施。この日を開校記念日とする。
- 1965年4月1日 - 校区を変更。従来の枚方市立山田小学校校区の一部を編入。
- 1972年5月15日 - 星ヶ丘厚生年金病院内に院内学級を設置。
- 1974年4月1日 - 枚方市立村野小学校を分離。
- 1978年4月1日 - 枚方市立桜丘北小学校を分離。これに伴い院内学級を桜丘北小学校に移管。
- 2000年4月1日 - 村野小学校の閉校（桜丘・川越の2校への分離統合）に伴い、旧村野小学校校区の一部を編入。
- 2003年4月19日 - ビオトープ完成。

## 通学区域
- 枚方市 印田町、桜丘町（一部）、星丘1丁目-3丁目、村野西町、村野東町、村野本町。

卒業生は基本的に枚方市立桜丘中学校に進学する。

## 交通
- 京阪交野線 村野駅 北東へ約900m。